# Campeonato Especial de Receso
El Campeonato Especial de Receso fue un torneo de fútbol de Chile organizado por la Asociación de Football Profesional, correspondiente a la temporada 1937, en la que participaron los siete equipos de Primera División de dicha temporada, más una selección de los mejores jugadores de la Serie B Profesional, provenientes de los clubes Green Cross, Santiago National, Universidad Católica y Universidad de Chile.
Fue disputado entre el 8 de agosto y el 18 de septiembre, al término de la primera rueda del campeonato oficial profesional. En el duelo final del campeonato, que tuvo como escenario el Estadio Santa Laura, Audax Italiano se consagró campeón al derrotar por 4:0 a Unión Española.

## Partidos de la fase regular
| Campeonato Especial de Receso ; 8 de agosto de 1937 | Santiago Wanderers | 2:4     | Audax Italiano                        | Estadio Playa Ancha, Valparaíso (Chile) |  |
|                                                     | Anotado · Anotado  | Reporte | Anotado · Anotado · Anotado · Anotado |                                         |  |

| Campeonato Especial de Receso ; 8 de agosto de 1937 | Colo-Colo         | 2:3     | Magallanes                  | Estadio Santa Laura, Santiago (Chile) |  |
|                                                     | Anotado · Anotado | Reporte | Anotado · Anotado · Anotado |                                       |  |

| Campeonato Especial de Receso ; 8 de agosto de 1937 | Unión Española              | 3:2     | Santiago Morning  | Estadio Santa Laura, Santiago (Chile) |  |
|                                                     | Anotado · Anotado · Anotado | Reporte | Anotado · Anotado |                                       |  |

| Campeonato Especial de Receso ; 14 de agosto de 1937 | Colo-Colo                   | 3:6     | Santiago Morning                                          | Estadio Santa Laura, Santiago (Chile) |  |
|                                                      | Anotado · Anotado · Anotado | Reporte | Anotado · Anotado · Anotado · Anotado · Anotado · Anotado |                                       |  |

| Campeonato Especial de Receso ; 14 de agosto de 1937 | Unión Española | 1:0     | Seleccionado Serie B | Estadio Santa Laura, Santiago (Chile) |  |
|                                                      | Anotado        | Reporte |                      |                                       |  |

| Campeonato Especial de Receso ; 15 de agosto de 1937 | Audax Italiano | 1:2     | Santiago Badminton | Estadio de Carabineros, Santiago (Chile) |  |
|                                                      | Anotado        | Reporte | Anotado · Anotado  |                                          |  |

| Campeonato Especial de Receso ; 15 de agosto de 1937 | Magallanes        | 2:5     | Santiago Wanderers                              | Estadio de Carabineros, Santiago (Chile) |  |
|                                                      | Anotado · Anotado | Reporte | Anotado · Anotado · Anotado · Anotado · Anotado |                                          |  |

| Campeonato Especial de Receso ; 28 de agosto de 1937 | Audax Italiano                                            | 6:2     | Magallanes        | Estadio Santa Laura, Santiago (Chile) |  |
|                                                      | Anotado · Anotado · Anotado · Anotado · Anotado · Anotado | Reporte | Anotado · Anotado |                                       |  |

| Campeonato Especial de Receso ; 28 de agosto de 1937 | Colo-Colo         | 2:3     | Seleccionado Serie B        | Estadio Santa Laura, Santiago (Chile) |  |
|                                                      | Anotado · Anotado | Reporte | Anotado · Anotado · Anotado |                                       |  |

| Campeonato Especial de Receso ; 29 de agosto de 1937 | Unión Española                        | 4:1     | Santiago Badminton | Estadio Santa Laura, Santiago (Chile) |  |
|                                                      | Anotado · Anotado · Anotado · Anotado | Reporte | Anotado            |                                       |  |

| Campeonato Especial de Receso ; 29 de agosto de 1937 | Santiago Morning                                | 5:3     | Santiago Wanderers          | Estadio Santa Laura, Santiago (Chile) |  |
|                                                      | Anotado · Anotado · Anotado · Anotado · Anotado | Reporte | Anotado · Anotado · Anotado |                                       |  |

| Campeonato Especial de Receso ; 5 de septiembre de 1937 | Santiago Morning | 1:0     | Seleccionado Serie B | Campos de Sports, Santiago (Chile) |  |
|                                                         | Anotado          | Reporte |                      |                                    |  |

| Campeonato Especial de Receso ; 5 de septiembre de 1937 | Audax Italiano              | 3:3     | Unión Española              | Campos de Sports, Santiago (Chile) |  |
|                                                         | Anotado · Anotado · Anotado | Reporte | Anotado · Anotado · Anotado |                                    |  |

| Campeonato Especial de Receso ; 12 de septiembre de 1937 | Santiago Badminton | 2:1     | Magallanes | Estadio Militar, Santiago (Chile) |  |
|                                                          | Anotado · Anotado  | Reporte | Anotado    |                                   |  |

| Campeonato Especial de Receso ; 12 de septiembre de 1937 | Audax Italiano                                  | 5:3     | Santiago Morning            | Estadio Militar, Santiago (Chile) |  |
|                                                          | Anotado · Anotado · Anotado · Anotado · Anotado | Reporte | Anotado · Anotado · Anotado |                                   |  |

| Campeonato Especial de Receso ; 18 de septiembre de 1937 | Santiago Badminton          | 3:1     | Santiago Morning | Estadio Santa Laura, Santiago (Chile) |  |
|                                                          | Anotado · Anotado · Anotado | Reporte | Anotado          |                                       |  |

## Partido Final
| Campeonato Especial de Receso; Partido de definición; 18 de septiembre de 1937 | Unión Española | 0:4     | Audax Italiano                        | Estadio Santa Laura, Santiago (Chile) |  |
|                                                                                |                | Reporte | Anotado · Anotado · Anotado · Anotado |                                       |  |